# La Bruyère (Belgia)
La Bruyère (valonă Les Brouhires) este o comună francofonă din regiunea Valonia din Belgia. Comuna La Bruyère este formată din localitățile Bovesse, Émines, Meux, Rhisnes, Saint-Denis, Villers-lez-Heest și Warisoulx. Suprafața sa totală este de 52,98 km². La 1 ianuarie 2008 comuna avea o populație totală de 8.477 locuitori. 
Comuna La Bruyère se învecinează cu comunele Éghezée, Gembloux și Namur.
1. ↑  Crossroad Bank of Enterprises, accesat în 18 august 2023